# Lyssa agathyrsus
Lyssa agathyrsus is een vlinder uit de familie van de uraniavlinders (Uraniidae). De wetenschappelijke naam van de soort is voor het eerst geldig gepubliceerd in 1877 door Kirsch.